# Paraschkew Chadschiew
Parashkev Todorov Gadschiew (en bulgare Парашкев Хаджиев), connu aussi sous le nom Parashkev Hadjiev, né le 27 avril 1912 à Sofia et y décédé le 28 avril 1992 est un compositeur bulgare.

## Biographie
Chadschiew étudie à l'Académie nationale de musique « Pancho Vladigerov » de Sofia auprès de Pancho Vladigerov (composition) et Stojan Georgjew Stoyanov (piano), à Vienne avec Joseph Marx et à Berlin avec Heinz Tiessen. En 1940, il retourne à Sofia, où il enseigne l'harmonie et la composition dans son ancienne académie. Il occupe ce poste pendant plus de 40ans et publie des traités de d'harmonie et de théorie musicale.
Il est le compositeur bulgare le plus prolifique du XXe siècle. Il a écrit 21 opéras, 6 opérettes et 3 comédies musicales, un ballet. Ses œuvres ont été représentées plus de 150 fois. Elles sont caractéristiques de l'opéra et l'opérette bulgare après les années 1950. Certaines ont été mises en scène en Belgique, en République tchèque, en Allemagne, en Russie, etc. Il a également écrit de la musique symphonique et de la musique de chambre, plus de 500 œuvres chorales, plus de 1 000 chansons pour les enfants et les écoles, 20 chansons populaires, plus de 500 arrangements de chansons traditionnelles, de la musique de film.
Une partie substantielle de son travail a été publiée. On l'utilise encore à des fins pédagogiques. Il a remporté d'importants prix et distinctions de l'État bulgare.

## Œuvres principales
Traductions des titres en français

### Opéras
- Il était une fois (1957)
- Albena (1962) - livret de Peter Filchev (après le drame de Yordan Yovkov)
- Aika (1963)
- La Nuit de juillet (1964)
- Le Millionaire (1965), comédie de Yordan Yovkov
- Les Maîtres (1966), drame de R. Stoyanov
- La Pomme d'or (1972)
- Maria Desislava (1978) - livret de Kamen Zidarov
- Ioannis Rex (1981)
- Moi, Claude (1984)
- L'Étoile sans nom (1985) - livret de Ognyan Stamboliev

### Opérettes
- Icahn (1955)
- Madame sans gêne (1958)

### Filmographie
- Svatba de Boris Borozanov (1943)
- Kalin orelat de  Boris Borozanov  (1950)
- Sledite ostavat (1956) de Petar B. Vasilev
- Malkata de Nikola Korabov (1959)

## Source de traduction
- (de) Cet article est partiellement ou en totalité issu de l’article de Wikipédia en allemand intitulé « Paraschkew Chadschiew » (voir la liste des auteurs).